# تريفور جونسون (لاعب كرة قدم أسترالية)
تريفور جونسون (بالإنجليزية: Trevor Johnson)‏ هو لاعب كرة قدم أسترالية أسترالي، ولد في 25 يناير 1935، وتوفي في 10 نوفمبر 2016.

## وصلات خارجية
- تريفور جونسون على موقع AustralianFootball.com (الإنجليزية)
- تريفور جونسون على موقع AFLtables.com (الإنجليزية)